# はたや記念館 ゆめおーれ勝山
はたや記念館 ゆめおーれ勝山（はたやきねんかん ゆめおーれかつやま）は、福井県勝山市昭和町1丁目7-40にある博物館。1905年（明治38年）から1998年（平成10年）まで機業場（織物工場）だった建物を活用した施設である。建物は勝山市有形文化財に指定されており、また国の近代化産業遺産に認定されている。

## 歴史
明治維新後の1874年（明治7年）には勝山製糸会社が創業され、大野郡勝山で本格的に織物業が開始された。1910年（明治43年）には木下機業場が創業し、1903年（明治37年）には木造2階建ての工場が建設された。同時期にはケイテー（現・ケイテー・テクシーノ株式会社なども創業している。
木下機業場は1998年（平成10年）に操業を停止し、建物は勝山市に寄贈された。2006年（平成18年）12月4日には勝山市有形文化財に指定され、2007年（平成19年）11月30日には国の近代化産業遺産に認定されると、2009年（平成21年）7月18日に博物館のはたや記念館 ゆめおーれ勝山が開館した。

### 年表
- 2006年（平成18年）12月4日 - 勝山市有形文化財に指定される[3]。
- 2007年（平成19年）11月30日 - 近代化産業遺産に認定される[4]。
- 2009年（平成21年）7月18日 - 開館[1]。

## 館内
- 1階
  - 手織り体験コーナー
  - カフェコーナー
  - 総合おみやげ店
- 2階

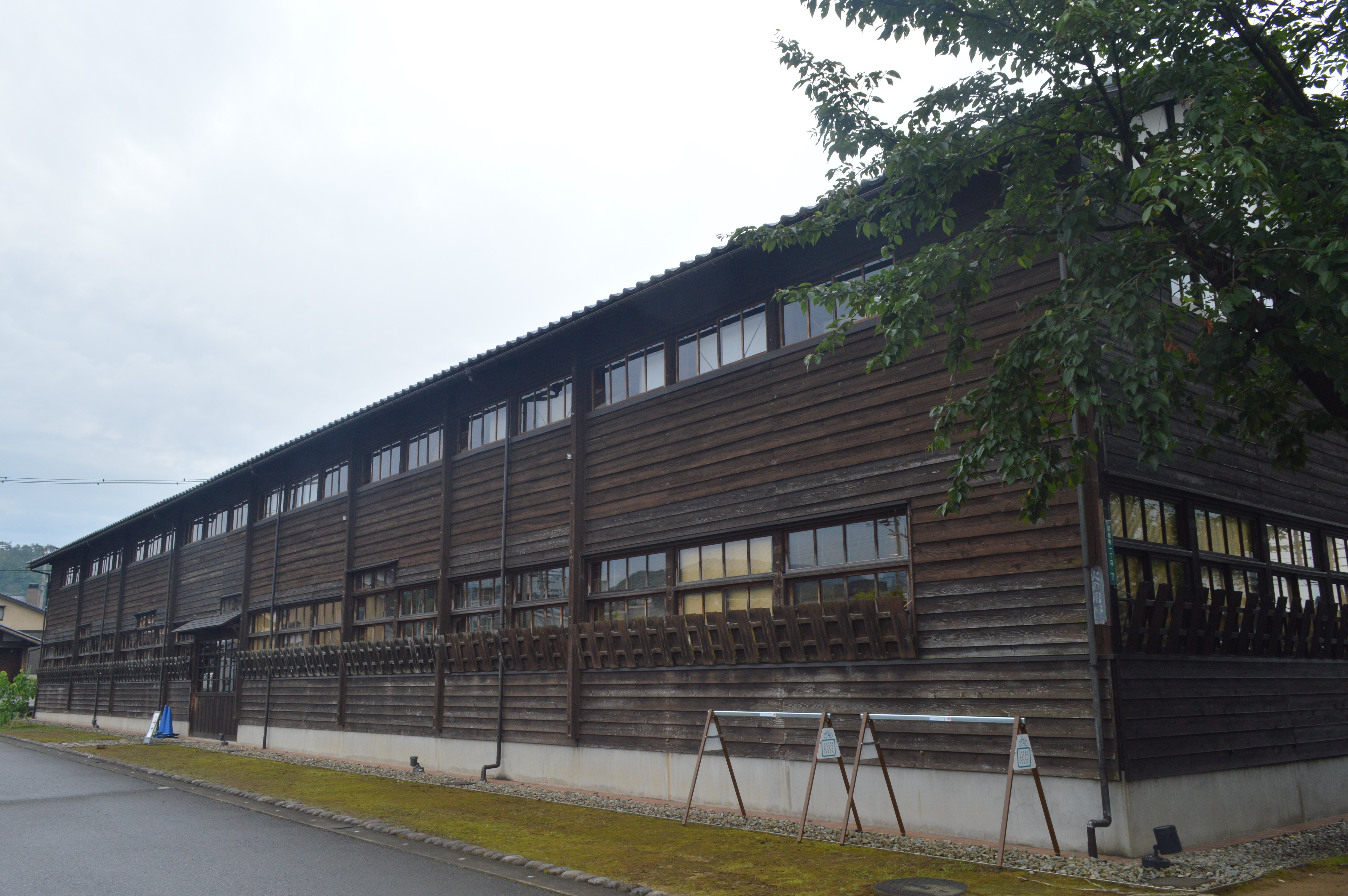
外観

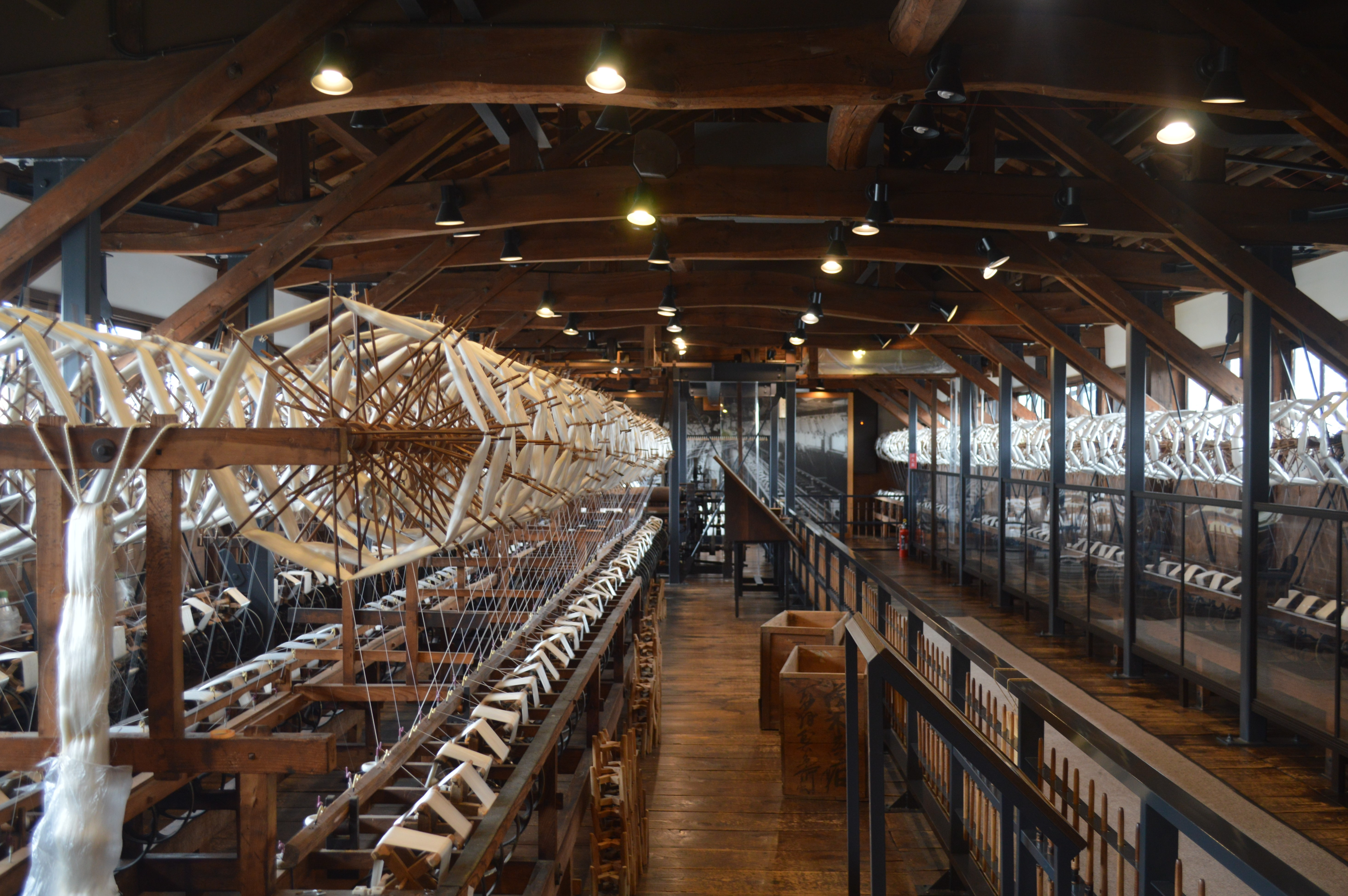
2階の展示室

  - 「繊維のまち・勝山」に関するミュージアム
  - 長さ約10メートルの木製糸繰り機などを展示

## 基本情報
- 開館時間 - 9:00～17:00
- 休館日 - 水曜日（祝日の場合は翌日）、年末年始
- 入館料 - 無料
- 交通アクセス - えちぜん鉄道勝山駅からコミュニティバスで「ゆめおーれ勝山前」下車